# Fritillaria messanensis
Fritillaria messanensis Raf. è una piccola pianta che appartiene alla famiglia delle Liliaceae e una specie relitta, prende il nome dalla città di Messina. è stata proposta come simbolo floreale della città dal orto botanico di Messina che la ospita.

## Descrizione
La pianta è strutturata da un bulbo che in primavera produce vegetazione, la quale sviluppa intorno a marzo-aprile un fiore composto da 6 petali color vinaccia con sfumature gialle.
I semi si trovano all'interno di capsula loculicida, obovoide o subsferica, trigona, di c. 15-20 mm, con numerosi semi.

## Tassonomia
Le quattro sottospecie di Fritillaria messanensis sono:
- Fritillaria messanensis subsp. gracilis (Ebel) Rix - Isole Ionie della Grecia, Albania, Serbia, Croazia, Montenegro, Bosnia, Macedonia, Kosovo
- Fritillaria messanensis subsp. messanensis - Grecia, Sicilia, Calabria
- Fritillaria messanensis subsp. neglecta (Parl.) Nyman - Croazia, Macedonia
- Fritillaria messanensis subsp. sphaciotica (Gand.) Kamari & Phitos - Creta